# سهرک
سهرک، روستایی از توابع بخش مرکزی شهرستان نیک‌شهر در استان سیستان و بلوچستان ایران است.

## جمعیت
این روستا در دهستان چاهان قرار دارد و براساس سرشماری مرکز آمار ایران در سال۱۳۹۹، جمعیت آن۵۵۰نفر (۱۳۰ خانوار) بوده‌است.